# ماسيمو روزا
ماسيمو روزا (بالإيطالية: Massimo Rosa)‏ هو دراج إيطالي، ولد في 9 ديسمبر 1995 في ألبا في إيطاليا.

## وصلات خارجية
- ماسيمو روزا على موقع الاتحاد الدولي للدراجات (الإنجليزية)
- ماسيمو روزا على موقع أرشيف الدراجات (الإنجليزية)
- ماسيمو روزا على موقع إحصائيات الدراجات الإحترافية (الإنجليزية)
- ماسيمو روزا على موقع نسبة الدراجات (الإنجليزية)